# Rasul Cichaeŭ
Rasul Mahamedavič Cichaeŭ (in bielorusso Расул Магамедавіч Ціхаеў?; 16 marzo 1991) è un lottatore bielorusso, specializzato nella lotta libera.

## Biografia
Ai campionati europei di Roma 2020 ha vinto la medaglia di bronzo nel torneo degli -86 chilogrammi.

## Palmarès
- Europei

Roma 2020: bronzo negli -86 kg.